# Seid Morad Khan Zand
Seid Morad Khan Zand (en persan : صیدمراد خان زند / Ṣeyd-Morâd Xân Zand), mort le 10 mai 1789, fut chah d'Iran du 23 janvier 1789 au 10 mai 1789 . Il fut le 8e roi de la dynastie Zand. Après le meurtre de Jafar Khan, Seid Morad devint le chah d'Iran, mais après avoir régné moins de 4 mois, il fut renversé par Lotf Ali Khan, fils de Jafar Khan, le 10 mai 1789.